# Miller Bolaños
Miller Alejandro Bolaños Reasco (Esmeraldas, 1 de junho de 1990) é um jogador equatoriano que atua como meia-atacante. Atualmente joga pelo Guayaquil City.

## Carreira
Começou sua carreira na base do clube Caribe Junior se destacando e sendo o artilheiro das categorias que disputou. Em 2006, começou a atuar profissionalmente no time Barcelona SC, porém em 2007, deu positivo no teste de doping para consumo de cocaína. Em 2010, se transferiu para a LDU de Quito onde conquistou vários títulos e chegou a decisão da Copa Sul-Americana de 2011. Na temporada de 2012 foi negociado com o Chivas USA na disputa da MLS o jogador não convenceu e voltou para o Equador em 2013 agora no Emelec, clube no qual o jogador conquistou a artilharia da Copa Sul-Americana de 2014.  

### Grêmio
Em 7 de fevereiro de 2016, Bolaños acertou a transferência para o Grêmio por cerca de US$ 5 milhões, firmando contrato de três anos.
Fez sua estreia pelo tricolor gaúcho em um jogo contra a LDU, clube em que atuou no passado, em partida válida pela Copa Libertadores da América de 2016. O jogo foi na Arena do Grêmio, em Porto Alegre, e Bolaños teve uma ótima estreia: fez o segundo gol da sua equipe e foi considerado destaque da partida na goleada por 4–0.
Na sua segunda partida com a camisa gremista, Miller enfrentou o Internacional, no clássico Gre-Nal de número 409. Naquela ocasião sofreu uma fratura na mandíbula em dois pontos. Mesmo gravemente lesionado, o atacante continuou em campo até o intervalo, quando foi impedido pelo médico do clube de voltar ao jogo. Depois da partida, que terminou empatada em 0–0, foi divulgado pelo Grêmio que o jogador precisaria se afastar das atividades do grupo por pelo menos 30 dias, além de ser submetido a cirurgia para reconstrução da mandíbula.
No dia 07 de Dezembro de 2016, entrou nos minutos finais da decisão entre Grêmio e Atlético Mineiro, e fez o gol do pentacampeonato gremista na Copa do Brasil. O gol garantiu o empate do Grêmio em 1 a 1, que junto com a vitória por 3 a 1 na primeira partida, fora de casa, garantiu o título e o fim do jejum de 15 anos sem títulos de expressão nacional para o clube gaúcho.

## Estatísticas
Atualizado em 4 de novembro de 2017.

### Clubes
| Equipe                 | Temporada | Campeonato nacional | Campeonato nacional | Copa nacional | Copa nacional | Competições continentais | Competições continentais | Outros torneios | Outros torneios | Total | Total |
| Equipe                 | Temporada | Jogos               | Gols                | Jogos         | Gols          | Jogos                    | Gols                     | Jogos           | Gols            | Jogos | Gols  |
| ---------------------- | --------- | ------------------- | ------------------- | ------------- | ------------- | ------------------------ | ------------------------ | --------------- | --------------- | ----- | ----- |
| Barcelona de Guayaquil | 2006      | 7                   | 0                   | –             | –             | 0                        | 0                        | –               | –               | 7     | 0     |
| Barcelona de Guayaquil | 2007      | 15                  | 3                   | –             | –             | 0                        | 0                        | –               | –               | 15    | 3     |
| Barcelona de Guayaquil | 2008      | 15                  | 1                   | –             | –             | 0                        | 0                        | –               | –               | 15    | 1     |
| Barcelona de Guayaquil | Total     | 37                  | 4                   | –             | –             | 0                        | 0                        | –               | –               | 37    | 4     |
| LDU Quito              | 2009      | 17                  | 6                   | –             | –             | 7                        | 1                        | –               | –               | 24    | 7     |
| LDU Quito              | 2010      | 24                  | 9                   | –             | –             | 7                        | 1                        | –               | –               | 31    | 10    |
| LDU Quito              | 2011      | 21                  | 3                   | –             | –             | 9                        | 1                        | –               | –               | 30    | 4     |
| LDU Quito              | Total     | 62                  | 18                  | –             | –             | 23                       | 3                        | –               | –               | 85    | 21    |
| Chivas USA             | 2012      | 24                  | 3                   | 1             | 0             | 0                        | 0                        | –               | –               | 25    | 3     |
| Chivas USA             | 2013      | 5                   | 0                   | 1             | 0             | 0                        | 0                        | –               | –               | 6     | 0     |
| Chivas USA             | Total     | 29                  | 3                   | 2             | 0             | 0                        | 0                        | –               | –               | 31    | 3     |
| Emelec                 | 2013      | 6                   | 0                   | –             | –             | 3                        | 1                        | –               | –               | 9     | 1     |
| Emelec                 | 2014      | 36                  | 19                  | –             | –             | 12                       | 5                        | –               | –               | 48    | 24    |
| Emelec                 | 2015      | 34                  | 25                  | –             | –             | 14                       | 11                       | –               | –               | 48    | 36    |
| Emelec                 | Total     | 76                  | 44                  | –             | –             | 29                       | 17                       | –               | –               | 105   | 61    |
| Grêmio                 | 2016      | 18                  | 3                   | 3             | 2             | 3                        | 1                        | 4               | 1               | 28    | 7     |
| Grêmio                 | 2017      | 2                   | 0                   | 0             | 0             | 3                        | 1                        | 13              | 7               | 18    | 8     |
| Grêmio                 | Total     | 20                  | 3                   | 3             | 2             | 6                        | 2                        | 17              | 8               | 46    | 15    |
| Tijuana                | 2017      | 8                   | 3                   | 0             | 0             | –                        | –                        | –               | –               | 8     | 3     |
| Tijuana                | Total     | 8                   | 3                   | 0             | 0             | –                        | –                        | –               | –               | 8     | 3     |

### Seleção Equatoriana
Expanda a caixa de informações para conferir todos os jogos deste jogador, pela sua seleção nacional.
|     | Data                   | Local                                      | Resultado | Adversário     | Gol(s) | Competição                             |
| --- | ---------------------- | ------------------------------------------ | --------- | -------------- | ------ | -------------------------------------- |
| 1.  | 28 de março de 2015    | Los Angeles Memorial Coliseum, Los Angeles | 0–1       | México         | 0      | Amistoso                               |
| 2.  | 31 de março de 2015    | MetLife Stadium, East Rutherford           | 1–2       | Argentina      | 1      | Amistoso                               |
| 3.  | 3 de junho de 2015     | Estádio Rommel Fernández, Cidade do Panamá | 1–1       | Panamá         | 0      | Amistoso                               |
| 4.  | 6 de junho de 2015     | Estádio George Capwell, Guaiaquil          | 4–0       | Panamá         | 1      | Amistoso                               |
| 5.  | 11 de junho de 2015    | Estádio Nacional de Chile, Santiago        | 0–2       | Chile          | 0      | Copa América de 2015                   |
| 6.  | 15 de junho de 2015    | Estádio Elías Figueroa Brander, Valparaíso | 2–3       | Bolívia        | 1      | Copa América de 2015                   |
| 7.  | 19 de junho de 2015    | Estádio El Teniente, Rancagua              | 2–3       | México         | 1      | Copa América de 2015                   |
| 8.  | 8 de setembro de 2015  | Estádio Olímpico Atahualpa, Quito          | 2–0       | Honduras       | 1      | Amistoso                               |
| 9.  | 8 de outubro de 2015   | Estádio Monumental de Núñez, Buenos Aires  | 2–0       | Argentina      | 0      | Eliminatórias da Copa do Mundo de 2018 |
| 10. | 13 de outubro de 2015  | Estádio Olímpico Atahualpa, Quito          | 2–0       | Bolívia        | 1      | Eliminatórias da Copa do Mundo de 2018 |
| 11. | 12 de novembro de 2015 | Estádio Olímpico Atahualpa, Quito          | 2–1       | Uruguai        | 0      | Eliminatórias da Copa do Mundo de 2018 |
| 12. | 17 de novembro de 2015 | Polideportivo Cachamay, Ciudad Guayana     | 3–1       | Venezuela      | 0      | Eliminatórias da Copa do Mundo de 2018 |
| 13. | 25 de maio de 2016     | Toyota Stadium, Frisco                     | 0–1       | Estados Unidos | 0      | Amistoso                               |
| 14. | 4 de junho de 2016     | Rose Bowl, Pasadena                        | 0–1       | Brasil         | 0      | Copa América Centenário                |
| 15. | 8 de junho de 2016     | University of Phoenix Stadium, Glendale    | 2–2       | Peru           | 1      | Copa América Centenário                |
| 16. | 1 de setembro de 2016  | Estádio Olímpico Atahualpa, Quito          | 0–3       | Brasil         | 0      | Eliminatórias da Copa do Mundo de 2018 |
| 17. | 6 de setembro de 2016  | Estádio Nacional do Peru, Lima             | 1–2       | Peru           | 0      | Eliminatórias da Copa do Mundo de 2018 |
| 18. | 10 de novembro de 2016 | Estádio Centenário, Montevidéu             | 1–2       | Uruguai        | 0      | Eliminatórias da Copa do Mundo de 2018 |

## Títulos
LDU quito
- Campeonato Equatoriano: 2010
- Copa Sul-Americana: 2009
- Recopa Sul-Americana: 2009, 2010

Emelec
- Campeonato Equatoriano: 2013, 2014, 2015

Grêmio
• Copa Libertadores: 2017
- Copa do Brasil: 2016

### Prêmios individuais
- Membro da Equipe ideal da América de 2015
- Membro da Equipe reserva ideal da Copa Libertadores da América de 2015
- Seleção do Campeonato Gaúcho: 2017

### Artilharias
- Copa Sul-Americana de 2014 (5 gols)
- Copa Sul-Americana de 2015 (5 gols)
- Campeonato Equatoriano de 2015 (25 gols)
- Campeonato Gaúcho de Futebol de 2017 (7 gols)